# Горещ степен климат
Горещият степен климат е климатичен тип в класификацията на Кьопен, означаван със символа BSh. Отличава се от другите типове сух климат с умерено ниските валежи (между 50% и 100% от нивото на евапотранспирация) и относително високите температури (средната годишна температура е над 18 °C).
Горещият степен климат обхваща големи части от Сахел и Южна Африка, както и части от Австралия, Северна и Южна Америка, Югозападна и Южна Азия, характеризиращи се с полупустинен и степен ландшафт.
Горещият степен климат в системата на Кьопен най-често се проявява в тропичния и субекваториалния пояс в класификацията на Алисов.